# 関口潔
関口 潔（せきぐち きよし、1969年1月15日 - ）は東京都八王子市出身のサッカー指導者。
早稲田大学卒。

## 来歴
1991年に早稲田大学を卒業し、リクルートに入社。
1995年、日本サッカー協会（JFA）に転職し、1999年までは事業部で国際試合の運営などを担当、2000年からは技術部で主に指導者養成事業を担当した。
2005年、フィートエンターテイメントより、Jリーグ・横浜FCに出向。2008年3月まで同クラブの強化育成部長、2008年4月から2009年5月までは同クラブの常務取締役を務めた。
2010年3月より、JFAのアジア貢献事業の一環として、サッカー北マリアナ諸島代表監督に就任。2012年5月より同事業によりラオスサッカー連盟技術委員長に就任。2014年7月に再度北マリアナ諸島代表監督となる。
2017年2月から、湘南ベルマーレのフットボールアカデミーサブダイレクターを務める。
2019年10月、湘南ベルマーレのゼネラルマネージャーに就任した。

## 所属クラブ
- 1984年 - 1986年 読売クラブユース
- 1987年 - 1990年 早稲田大学ア式蹴球部
- 1991年 - 1996年 エリースFC東京

## 個人成績
| 国内大会個人成績 | 国内大会個人成績 | 国内大会個人成績 | 国内大会個人成績 | 国内大会個人成績 | 国内大会個人成績 | 国内大会個人成績 | 国内大会個人成績 | 国内大会個人成績 | 国内大会個人成績 | 国内大会個人成績 | 国内大会個人成績 |
| 年度             | クラブ           | 背番号           | リーグ           | リーグ戦         | リーグ戦         | リーグ杯         | リーグ杯         | オープン杯       | オープン杯       | 期間通算         | 期間通算         |
| 年度             | クラブ           | 背番号           | リーグ           | 出場             | 得点             | 出場             | 得点             | 出場             | 得点             | 出場             | 得点             |
| 日本             | 日本             | 日本             | 日本             | リーグ戦         | リーグ戦         | JSL杯/ナビスコ杯 | JSL杯/ナビスコ杯 | 天皇杯           | 天皇杯           | 期間通算         | 期間通算         |
| ---------------- | ---------------- | ---------------- | ---------------- | ---------------- | ---------------- | ---------------- | ---------------- | ---------------- | ---------------- | ---------------- | ---------------- |
| 1991             | A東京            |                  | 東京都1部        |                  |                  | -                | -                | -                | -                |                  |                  |
| 1992             | A東京            |                  | 東京都1部        |                  |                  | -                | -                | -                | -                |                  |                  |
| 1993             | A東京            |                  | 東京都1部        |                  |                  | -                | -                | -                | -                |                  |                  |
| 1994             | A東京            |                  | 東京都1部        |                  |                  | -                | -                | -                | -                |                  |                  |
| 1995             | A東京            |                  | 関東             |                  |                  | -                | -                | -                | -                |                  |                  |
| 1996             | A東京            |                  | 関東             |                  |                  | -                | -                | -                | -                |                  |                  |
| 通算             | 日本             | 日本             | 関東             |                  |                  | -                | -                | -                | -                |                  |                  |
| 通算             | 日本             | 日本             | 東京都1部        |                  |                  | -                | -                | -                | -                |                  |                  |
| 総通算           | 総通算           | 総通算           | 総通算           |                  |                  | -                | -                | -                | -                |                  |                  |

## 指導歴
- 2001年 - 2002年 エリースFC東京 監督
- 2003年 - 2005年 国民体育大会サッカー競技(青年) 東京都選抜コーチ
- 2010年3月 - 2012年1月  北マリアナ諸島代表監督 兼 技術委員長
- 2012年5月 - 2014年1月ラオスサッカー連盟技術委員長
- 2014年7月 - 2017年  北マリアナ諸島代表監督 （2016年2月より技術委員長兼任）

## 職歴
- 1995年 - 2005年 公益財団法人日本サッカー協会
- 2005年 - 2010年 横浜FC　
  - 2005年 - 2010年 強化育成部長
  - 2009年 - 2010年 常務取締役
- 2010年 - 2017年 公益財団法人日本サッカー協会 アジア貢献事業海外派遣指導者
- 2017年 - 湘南ベルマーレ
  - 2017年 - 2018年 アカデミーサブダイレクター
  - 2019年 テクニカルダイレクター兼国際事業マネージャー
  - 2019年10月 - ゼネラルマネージャー